# Darker Still
Albums de Parkway Drive
Reverence
(2018)
Singles
1. Glitch
2. The Greatest Fear
3. Darker Still

Darker Still est le septième album du groupe australien de metalcore Parkway Drive, sorti le 9 septembre 2022.

## Contexte et promotion
Alors que les confinements liés à la pandémie de Covid-19 restreint les concerts en 2020, le groupe se met à travailler sur ce nouvel album, dont le mode de production a été différent avec un processus créatif long, non entrecoupés de concerts en tournée, contrairement aux albums précédents.
Au printemps 2022, après avoir annulé une tournée nord-américaine, le groupe annonce faire une pause, pour « leur santé mentale »,,. La composition de l'album a mis à rude épreuve l’amitié des membres du groupe, les forçant à prendre de la distance temporairement.
Quelques mois après, en juin 2022, le groupe annonce un nouveau single Glitch. Le mois suivant, le groupe publie le deuxième single The Greatest Fear et dévoile la sortie de leur septième album, qui s'intitulera Darker Still, prévue le 9 septembre 2022,. Le 22 août, le troisième single Darker Still est publié.

## Chansons
| 1.    | Ground Zero                    | 4:09 |
| 2.    | Like Napalm                    | 3:44 |
| 3.    | Glitch                         | 4:21 |
| 4.    | The Greatest Fear              | 5:28 |
| 5.    | Darker Still                   | 6:50 |
| 6.    | Imperial Heretic               | 4:50 |
| 7.    | If a God Can Bleed             | 2:40 |
| 8.    | Soul Bleach                    | 3:31 |
| 9.    | Stranger                       | 0:50 |
| 10.   | Land of the Lost               | 4:59 |
| 11.   | From the Heart of the Darkness | 5:08 |
| 46:30 |                                |      |

## Membres du groupe
- Ben Gordon - Batterie
- Luke Kilpatrick - Guitare
- Jeff Ling - Guitare
- Winston McCall - Chant
- Jia O'Connor - Basse

## Classements et certifications

### Classements hebdomadaires
| Classement (2022)             | Meilleure position |
| ----------------------------- | ------------------ |
| Australie (ARIA)              | 1                  |
| Belgique (Flandre Ultratop)   | 11                 |
| Belgique (Wallonie Ultratop)  | 30                 |
| France (SNEP)                 | 188                |
| Pays-Bas (Mega Album Top 100) | 75                 |
| Suisse (Schweizer Hitparade)  | 5                  |